# 盧濟塔尼亞人之歌
《盧濟塔尼亞人之歌》（葡萄牙語：Os Lusíadas），又译《葡國魂》，是葡萄牙詩人賈梅士歷時三十年所作的史詩。1572年出版，是葡萄牙文學史上最優秀和最重要的作品，常被誉为葡萄牙的“国家史诗”。
此詩以荷馬詩風寫成，對葡萄牙在14至17世紀建立帝國的事跡加入藝術的想像。在葡萄牙具有開國史詩的地位，與維吉爾的《埃涅阿斯纪》之於羅馬帝國一般。
在詩的開頭詩人答應頌唱「那些自路濟塔尼亞西部海岸|朝未知海域進發的軍旅與英雄」的時候，已經將海上歷險與古代神話形成對比。此處是模仿《埃內亞斯》的開頭。
詩人把葡萄牙人說成是路索斯（Lusus，希臘神話中酒神狄俄倪索斯的朋友和傳說中路濟塔尼亞國的始創者）的後代，又以達伽馬（第一個經海路抵達印度的歐洲人）作為詩中的英雄，述說葡萄牙直到16世紀中期的歷史。

## 葡國魂在澳門
相傳詩人在澳門白鴿巢公園的石洞內完成了詩歌的一部份，在園內有十幅以葡式碎石鋪砌的「葡國魂」地板畫。每年6月10日，澳門的葡萄牙人社群都會到石洞獻花並朗誦《盧濟塔尼亞人之歌》以資紀念 （主權移交後仍然維持這種傳統）。